# Comuna de Markowa
Markowa (polaco: Gmina Markowa) é uma gminy (comuna) na Polónia, na voivodia de Subcarpácia e no condado de Łańcucki. A sede do condado é a cidade de Markowa.
De acordo com os censos de 2004, a comuna tem 6607 habitantes, com uma densidade 96,5 hab/km².

## Área
Estende-se por uma área de 68,46 km², incluindo:
- área agricola: 71%
- área florestal: 22%

## Demografia
Dados de 30 de Junho 2004:
|                      | Total   | Total | Mulheres | Mulheres | Homens  | Homens |
| -------------------- | ------- | ----- | -------- | -------- | ------- | ------ |
|                      | pessoas | %     | pessoas  | %        | pessoas | %      |
| População            | 6607    | 100   | 3353     | 50,7     | 3254    | 49,3   |
| Densidade (pop./km²) | 96,5    | 100   | 49       | 49       | 47,5    | 47,5   |

De acordo com dados de 2002, o rendimento médio per capita ascendia a 1563,17 zł.

## Subdivisões
- Husów, Markowa, Tarnawka.

## Comunas vizinhas
- Chmielnik, Gać, Hyżne, Jawornik Polski, Kańczuga, Łańcut